# Amra Choluim Chille
Amra Choluim Chille ['avra 'xolumʴ 'çiLʴe] („Lobpreis Columbas“) ist der Name eins Gedichtes in altirischer Sprache, das um ca. 600 n. Chr. entstand. Eine Version davon ist im Lebor na hUidre („Das Buch der dunklen Kuh“) niedergeschrieben worden.

## Inhalt und Form
Das Werk ist eine Lobpreisung des Klostergründers Columban von Iona, irisch Colum Cille. Auch der König von Alt Clut im Hen Ogledd („Der Alte Norden“), Rhydderch Hael, wird erwähnt. Nach der Überlieferung soll es Dallán [mac] Forgaill ['daLaːn mak 'forgiLʼ] (Dallán = „der kleine Blinde“) verfasst haben, der als einer der bedeutendsten irischen Dichter des ausgehenden 6. Jahrhunderts gilt. Da das Gedicht sehr alt ist – eines der ältesten überlieferten – macht es den Literaturforschern erhebliche Schwierigkeiten wegen der archaischen Sprache und Metrik. Die Metrik variiert zwischen Strophenform mit und ohne Reim sowie einer Sprachrhythmik mit Alliteration (Anlautgleichheit):
ro ánic íath nád adaig aiccestar
(„er erreichte das Land, wo Nacht nicht gesehen wird“)